# Ignacio Lehonor Arroyo
Ignacio Lehonor Arroyo (* 17. Juli 1907 in Perote, Bundesstaat Veracruz, Mexiko; † 7. Dezember 1996) war Bischof von Tuxpan.

## Leben
Ignacio Lehonor Arroyo empfing am 21. Dezember 1929 das Sakrament der Priesterweihe.
Am 15. Januar 1963 ernannte ihn Papst Johannes XXIII. zum Bischof von Tuxpan. Der Erzbischof von Veracruz-Jalapa, Manuel Pío López Estrada, spendete ihm am 25. März desselben Jahres die Bischofsweihe; Mitkonsekratoren waren der Bischof von Huajuapan de León, Celestino Fernández y Fernández, und der Bischof von Papantla, Alfonso Sánchez Tinoco.
Am 2. September 1982 nahm Papst Johannes Paul II. das von Ignacio Lehonor Arroyo aus Altersgründen vorgebrachte Rücktrittsgesuch an.